# الیاس فریجی
الیاس فریجی (انگلیسی: Elias Freije؛ زادهٔ ۲۸ مارس ۱۹۸۰) بازیکن فوتبال اهل لبنان بود.
از باشگاه‌هایی که در آن بازی کرده‌است می‌توان به باشگاه راسینگ بیروت اشاره کرد.
وی همچنین در تیم ملی فوتبال لبنان بازی کرده‌است.